# Erbbereiten
Das Erbbereiten ist eine berggerichtliche Handlung, die im Bergbau bis zum Ende des 19. Jahrhunderts angewendet wurde. Diese Handlung diente der nochmaligen genauen Vermessung eines Grubenfeldes, das zur sogenannten Ausbeuteverteilung gekommen war. Der Begriff Erbbereiten wurde abgeleitet von zum Erbe bereiten, was so viel bedeutet wie zum festen Besitz gewähren. Anderen Quellen zufolge wurde der Begriff vermutlich von dem Brauch abgeleitet, dass das zu vermessende Grubenfeld mit dem Pferd abgeritten wurde. Das Erbbereiten war nach den böhmischen Bergordnungen eine feierliche Vermessung und Vermarkung der Grubenmasse.

## Formalitäten
Das Erbbereiten wird bereits 1320 in einer Urkunde Friedrichs, des Landgrafen von Thüringen, erwähnt. Zunächst diente das Erbbereiten zur nochmaligen Bestätigung des bereits verliehenen Feldes, später wurde das Erbbereiten nur noch für Grubenfelder verwendet, die zur Ausbeute kamen.
War die Lagerstätte eines Bergwerks weitestgehend ausgebeutet und waren noch restliche Erze in der Firste oder in der Sohle vorhanden, so konnte ein Muter beim Bergamt beantragen, dass diese Reste noch zur Ausbeute kamen. Der Leiter des Oberbergamtes entschied dann, ob der Antrag genehmigt wurde. Danach kam der Antrag zur öffentlichen Bekanntmachung. Hierzu wurde der Antrag innerhalb von 14 Tagen an den drei Samstagen öffentlich ausgerufen.
Nach der dreimaligen öffentlichen Ausrufung versammelten sich die Mitglieder des Oberbergamtes, des Bergamtes, die Grubenvorsteher, die Gewerken sowie die Ratsmitglieder der Stadt zur feierlichen Vermessung am Erbbereitungsort. Bei der Versammlung wurde der Antrag nochmals vor allen Versammelten vorgelesen. Anschließend wurden alle Versammelten ermahnt, dass es bei Strafe verboten sei, in die Messschnur zu greifen. Anschließend wurde das vorher vom Markscheider abgesteckte Feld vom Bürgermeister der Stadt vermessen.
Nachdem die Vermessung der Fundgrube oder Maaße beendet war, hatten der Schichtmeister oder der Lehnträger das Recht, einen Sprung zurück zu tun. Dieser Sprung wurde Erbbereitungssprung genannt und diente dazu, zum vermessenen Feld eine zusätzliche Länge dazuzugeben. Um die Weite des Sprunges wurde der Lochstein von den Berggeschworenen nach vorne versetzt. Der Vermessungsvorgang wurde im Erbbereitungsbuch und im Bergbuch protokolliert. Gab es Differenzen bei der Vermessung, konnte gegen die Vermessung Einspruch erhoben werden.
Nach der Vermessung wurden alle daran beteiligten Personen von den Bergwerksbesitzern bewirtet. Das gereichte Essen wurde Erbbereitungsmahlzeit genannt.

## Erbbereitungsgebühren
Für das Erbbereiten musste eine Gebühr entrichtet werden, die sogenannte Erbbereitungsgebühr. Diese Gebühr war in den jeweiligen Bergrevieren unterschiedlich hoch. Im Freiberger Bergrevier war es nach altem markgräflichen Bergrecht üblich, einen Eimer voll Wein zu geben. Später wurde dieser Brauch umgewandelt in die Zahlung eines Geldbetrages. Das Geld wurde hierzu nach der Vermessung auf ein neues Arschleder, das sogenannte Erbbereitungsleder, gezählt. Hierzu wurde das Erbbereitungsleder auf der Erde ausgebreitet und die Erbbereitungsgebühren darauf gezählt. Die Gebühren wurden vom Schichtmeister ausgezahlt. Nachdem das Geld abgenommen war, wurde das Erbbereitungsleder unter die versammelten Bergleute geworfen und der Bergmann, der es auffing, durfte es behalten. Anschließend warf der Schichtmeister noch einige Taler in Form von kleinen Münzen unter die versammelten Bergleute, dieser Brauch wurde Erbbereitungsauswurf genannt.